# Tschechoslowakische Denkschriften für die Friedenskonferenz von Paris 1919
Die tschechoslowakischen Denkschriften für die Friedenskonferenz von Paris 1919, die allgemein dem damaligen tschechoslowakischen Außenminister Edvard Beneš zugeschrieben werden und deshalb auch in der Regel als Beneš-Memoranden bekannt wurden, sind eine Sammlung von Schriften, die von führenden Mitarbeitern der tschechoslowakischen Regierung ausgearbeitet wurden, um die eigenen Forderungen bei der Konferenz von Versailles zu untermauern. Sie trugen zur Festigung und internationalen Anerkennung der Grenzen des neuen Staates wesentlich bei.

## Hintergrund
Nach der Gründung der Tschechoslowakei 1918 und vor der Friedenskonferenz von Paris 1919, wo die Verhältnisse nach dem Ersten Weltkrieg geregelt werden sollten, war die tschechoslowakische Seite sehr stark daran interessiert, ihren Ansprüchen an Gebietsregelungen Nachdruck zu verleihen. Insbesondere handelte es sich um Deutschböhmen und Sudetenland, Böhmenwaldgau, Deutsch-Südmähren, Teschener Schlesien und die Slowakei. Die Gebiete wurden teilweise militärisch besetzt. Auf Geheiß des Konferenzrates wurden die Forderungen und Vorstellungen der Regierung mit einer Begründung dann schriftlich in den sogenannten Memoranden formuliert, welche der Konferenz vorgelegt wurden. Die Grundlage bildeten dabei die ersten drei Schriftstücke. Beneš trug die tschechoslowakischen Forderungen zusammen mit dem Ministerpräsidenten Karel Kramář am 5. Februar 1919 dem Rat der Zehn vor und konnte ein positives Echo verbuchen, am 27. März 1919 wurden sie der eigens dafür eingerichteten Kommission für tschechoslowakische Angelegenheiten vorgelegt, bestehend aus den Vertretern der Vereinigten Staaten, Großbritanniens, Frankreichs und Italiens. In den Pariser Vorortverträgen konnte die Tschechoslowakei zwar nicht alle, dennoch die wichtigsten territorialen Ansprüche durchsetzen.

## Problematik und Rezeption
Bereits während der Konferenz wurde bekannt, dass die in den Memoranden enthaltenen Zahlen teilweise beschönigt wurden, was nach Ansicht der Historiker der tschechoslowakischen Delegation einen Raum zum Nachgeben sichern sollte, um dann doch noch die Forderungen zu erreichen. Hier wird in der Regel vor allem auf das Memorandum 3 (Das Problem der Deutschen in Böhmen) verwiesen, wo die damals angenommenen Zahlen der Minderheiten, besonders der Deutschen, zwar zuerst übernommen, dann jedoch aus politischen Gründen heruntergerechnet wurden (teils mit Hinweisen auf gefälschte österreichische Statistiken usw.).
Ebenfalls problematisch erwies sich später die Behandlung des Punktes Selbstverwaltung und Gleichberechtigung der Minderheiten. Vor allem im Memorandum 3 und in einer Note Beneš vom 20. Mai 1919 an die Konferenz wurde die innere staatliche Ordnung nach dem schweizerischen Vorbild in Aussicht gestellt, welche dem multiethnischen Charakter Rechnung trug. Durchgesetzt hat sich jedoch schließlich die nationalstaatliche Konzeption Masaryks. Die Minderheiten waren – nicht zuletzt auf Masaryks Betreiben hin – zwar gleichberechtigt, waren proportional im Parlament vertreten, besaßen Schulen und kulturelle Einrichtungen, sie wurden jedoch aus vielen Bereichen zurückgedrängt. Eine „Entgermanisierung“ einiger Teile des Landes konnte zwar aufgrund der parlamentarisch-demokratischen Struktur des Staates nicht durchgeführt werden, dennoch können hier die Wurzeln der Unzufriedenheit beispielsweise der Sudetendeutschen Ende der 1930er Jahre gesucht werden.
Die Memoranden sind deshalb auch zur Zielscheibe von Kritikern geworden, welche die Revision historischer Tatsachen fordern. Schützenhilfe leistet hier beispielsweise auch der tschechische Historiker und Publizist Rudolf Kučera. Kučera, welcher der Sudetendeutschen Landsmannschaft nahesteht, bezeichnet die Memoranden als eine „Ansammlung von Halbwahrheiten und sogar Lügen“, und tritt ebenfalls für eine Revidierung der Beneš-Dekrete ein. Diese Ungereimtheiten in der sehr komplexen Staatswerdung und den Selbstbestimmungsbemühungen der Tschechoslowakei werden bis heute als Argumente für eine Revision angeführt, denn die „Staatsverfassung vom 29. Februar 1920 kam ohne jedwede demokratische Legitimation zustande […]. Die Mitglieder der mit ihrer Ausarbeitung beauftragten Revolutionären Nationalversammlung waren weder durch ein gewähltes Parlament noch durch einen Volksentscheid legitimiert … [und verabschiedete] in der gleichen, nicht demokratisch legitimierten Zusammensetzung“ Gesetze.

## Die einzelnen Memoranden
Es gab insgesamt elf Memoranden (Memorandum 4 bestand aus zwei Teilen):
- Memorandum Nr. 1: Die Tschechoslowaken. Ihre Geschichte und ihre Zivilisation – Ihr Kampf und ihre Arbeit – Ihre Bedeutung in der Welt (deutsche Fassung; PDF; 85 kB)
- Memorandum Nr. 2: Die territorialen Forderungen der tschechoslowakischen Republik
- Memorandum Nr. 3: Das Problem der Deutschen in Böhmen (deutsche Fassung; PDF; 36 kB)
- Memorandum Nr. 4: Das Problem des Teschener Schlesien (deutsche Fassung; PDF; 63 kB)
- Memorandum Nr. 4 A: Memorandum über die Lage in Schlesien (deutsche Fassung; PDF; 41 kB)
- Memorandum Nr. 5: Die Slowakei. Das in der Slowakei beanspruchte Gebiet (deutsche Fassung; PDF; 77 kB)
- Memorandum Nr. 6: Das Problem der Ruthenen Ungarns (deutsche Fassung; PDF; 25 kB)
- Memorandum Nr. 7: Die Lausitzer Wenden (deutsche Fassung; PDF; 80 kB)
- Memorandum Nr. 8: Das tschechische Oberschlesien (Gegend von Ratibor) (deutsche Fassung; PDF; 19 kB)
- Memorandum Nr. 9: Das Problem des Glatzer Gebietes (deutsche Fassung; PDF; 20 kB)
- Memorandum Nr. 10: Probleme der Berichtigung der Tschechoslowakischen und Deutsch-Österreichischen Grenzen (deutsche Fassung; PDF; 31 kB)
- Memorandum Nr. 11: Die Tschechoslowakische Republik und ihr Recht auf Ersatz der Kriegsschäden (deutsche Fassung; PDF; 48 kB)